# Matt Taibbi
Pour les articles homonymes, voir Taibi.
Matt Taibbi, né le 2 mars 1970, est un journaliste politique américain. 

## Biographie
Matt Taibbi est né le 2 mars 1970 et a grandi dans la banlieue de Boston (Massachusetts). 
Il a étudié à la Concord Academy à Concord et au Bard College à Annandale-on-Hudson. il a ensuite passé  une année à l'université polytechnique de Saint-Pétersbourg en Russie.
Il a publié le 13 juillet 2009, dans le magazine Rolling Stone, une enquête qui a eu un grand retentissement et qui porte sur le rôle systématique du consortium de banques Goldman Sachs sur la création de bulles spéculatives aboutissant à des crises financières. L'article se termine sur des vues prospectives qui mettent en évidence que la prochaine de ces bulles est en cours de préparation avec la promotion par Goldman Sachs de l'idée de taxe carbone, ou plutôt de bourse du carbone puisqu'elle serait organisée comme un grand marché mondial d'échange des droits de polluer qui seraient transformés en titres, et qu'elle a déjà créé les filiales financières qui ont obtenu le monopole international du courtage de ces nouveaux titres et leurs dérivés.